# Dick Quax
Dick Quax (Alkmaar, Hollandia, 1948. január 1. – Auckland, 2018. május 28.) olimpiai ezüstérmes hollandiai születésű új-zélandi atléta, közép- és hosszútávfutó, politikus.

## Pályafutása
Családjával 1954. október 10-én érkezett Új-Zélandra Hollandiából. 1969-ben kapta meg az új-zélandi állampolgárságot. Az 1970-es brit nemzetközösségi játékokon Edinburghben az 1500 méteresen versenyszámban ezüstérmet szerzett. Az 1972-es müncheni olimpián 5000 méteren a selejtezőkben kiesett. Négy évvel később a montréali olimpián ezüstérmes lett a finn Lasse Virén mögött. Az 1980-as moszkvai olimpián a nyugati országok bojkottja miatt nem vehetett részt.
1977. július 5-én Stockholmban 5000 méteren 13:12.9-es új világcsúcsot ért el, amit a következő évben, 1978. április 8-án döntött meg a kenyai Henry Rono. Új-zélandi rekordként 2008-ig fennmaradt, akkor Adrian Blincoe ért el jobb eredményt.
Először 1999-ben, majd 2002-ben indult az ACT Párt színeiben az országos választásokon, de mindkét alkalommal a olyan helyen szerepelt a párt listáján, amellyel nem szerzett mandátumot. 2001 októberében lett Manukau City tanácsának a tagja. Ugyanitt 2007-ben sikertelenül indult a polgármesteri címért. 2011-től Auckland városának a tanácsának a tagja lett, ahova 2016-ban újraválasztották és haláláig a tagja is maradt.

## Legjobb eredményei
| Távolság | Időpont         | Helyszín  | Elért eredmény        |
| -------- | --------------- | --------- | --------------------- |
| 5000 m   | 1977. július 5. | Stockholm | 13:12,87 (világcsúcs) |
| 10000 m  | 1977            | London    | 27:41,95              |

## Sikerei, díjai
- Olimpiai játékok
  - ezüstérmes: 1976, Montréal (5000 m)
- Nemzetközösségi játékok
  - ezüstérmes: 1970, Edinburgh (1500 m)